# Edward Davis (Pirat)
Edward Davis (* vor 1680, † vermutlich nach 1700) war ein Bukanier, der mit seinem Schiff, der Batchelor’s Delight, in der Zeit von 1680 bis 1688 spanische Schiffe kaperte und spanische Häfen plünderte, wie etwa Guayaquil in Ecuador im November 1684. Er war der Nachfolger des Piraten John Cook. Sein Stützpunkt war Jamaika, doch versteckte er angeblich auch Goldschätze auf der Kokosinsel und hatte mehrfach auch die Galapagosinseln angelaufen. Er war möglicherweise der erste Europäer, der die Osterinsel entdeckte; zudem soll er als Erster die Phantominsel Davisland gesichtet haben, die nach ihm benannt wurde. Davis verschwand schließlich 1702 spurlos.